# Aleksander Skibniewski
Aleksander Skibniewski herbu Ślepowron (ur. 2 listopada 1868 w m. Dunajowce, zm. 26 października 1942 w m. Hliboka) – ziemianin, działacz społeczny, doktor prawa, poseł na Sejm Krajowy Bukowiny w ramach Austro-Węgier. Brat Stefana Leona i Mariusza

## Życiorys
Syn Bronisława i Olgi z Dzieduszyckich. Po ukończeniu szkół średnich w Tarnopolu Gimnazjum jezuitów i w Krakowie w Gimnazjum św. Jacka, uczęszczał na wydział prawa Uniwersytetu Jagiellońskiego i Uniwersytetu w Grazu, gdzie uzyskał doktorat prawa.

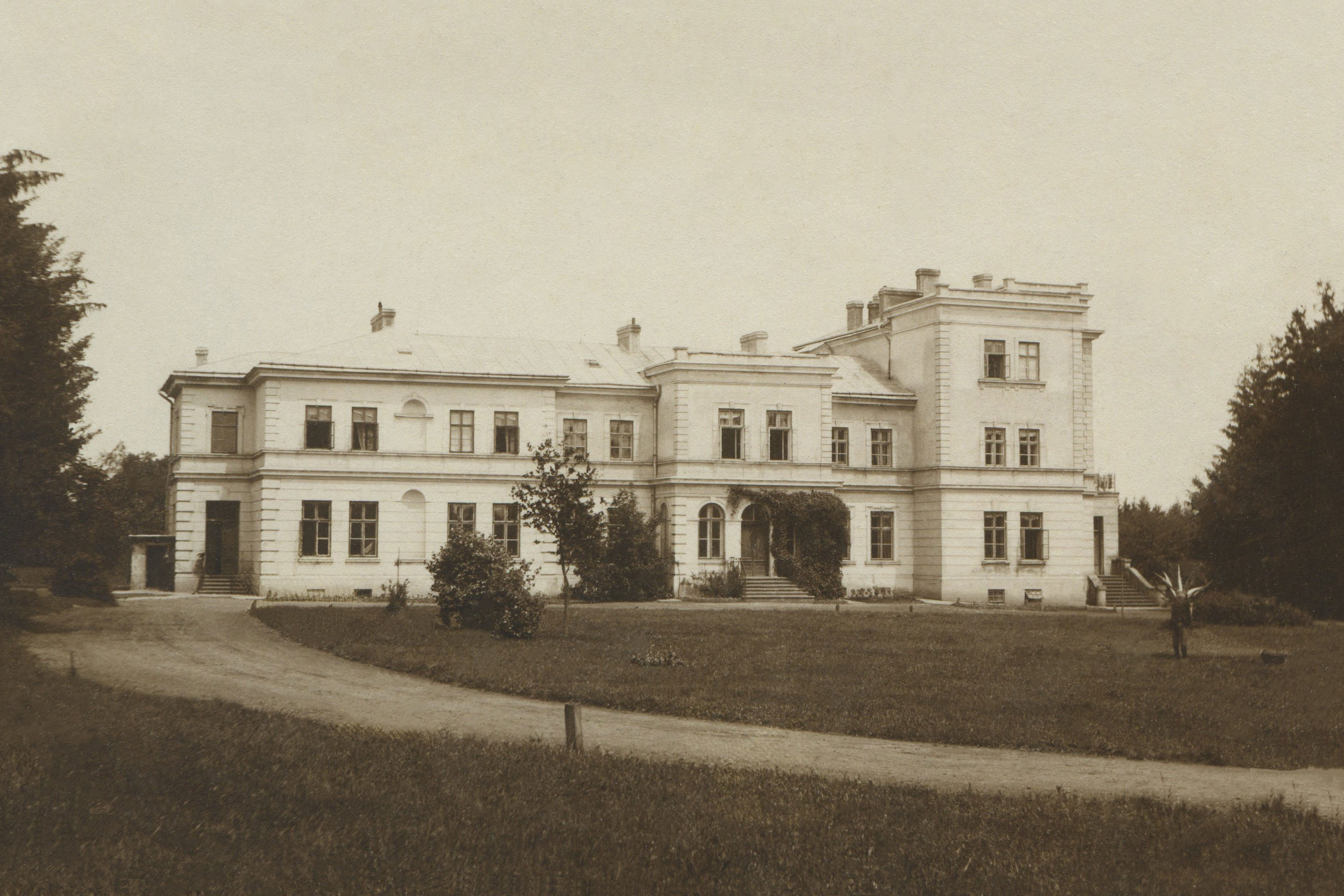
Hliboka – dom Skibniewskich 1925 r.

Po ojcu odziedziczył dobra Hliboka koło Czerniowiec na Bukowinie.
W 1911 został wybrany posłem do Sejmu Krajowego Księstwa Bukowiny, który składał się z 31 posłów i miał podobne kompetencje do Sejmu krajowego w Galicji. Był odznaczony Krzyżem Kawalerskim Orderu Odrodzenia Polski.
Z małżeństwa z Zofią Horodyńską (1884–1949), córką Zbigniewa Horodyńskiego miał siedmioro dzieci: Bronisława (1905–1989), Zbigniewa (1906–1940), Marię (1907–1984) zamężną za Józefem Ostaszewskim, Antoniego (1909–1937), Krystynę (1910–1999), Władysława (1912–1987) i Annę (1916–2007).